# San Benito Abad
San Benito Abad è un comune della Colombia facente parte del dipartimento di Sucre.
L'abitato venne fondato da un gruppo di coloni su ordine del Governatore di Cartagena Benito de Figueroa y Barrantes nel 1677.